# Андроновка (приток Шишова)
Андроновка — река в России, протекает в Республике Мордовия и Пензенской области. Устье реки находится в 9,4 км от устья реки Шишов по левому берегу. Длина реки составляет 12 км, площадь водосборного бассейна — 40,8 км².
Исток реки юго-западнее деревни Семёновка в 22 км к юго-востоку от города Инсар. Река течёт на северо-восток, верхнее и среднее течение лежит в Инсарском районе Мордовии, в нижнем течении река образует границу с Иссинским районом Пензенской области. Протекает деревню Семёновка (в деревне на реке запруда).

## Данные водного реестра
По данным государственного водного реестра России относится к Окскому бассейновому округу, водохозяйственный участок реки — Мокша от истока до водомерного поста города Темников, речной подбассейн реки — Мокша. Речной бассейн реки — Ока.
Код объекта в государственном водном реестре — 09010200112110000027353.